# Knockout Kings

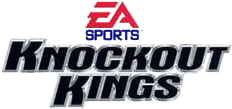
Knockout Kings para PS2. 2002.

Knockout Kings es una saga de videojuegos simuladores realista de boxeo, producido por la compañía de software estadounidense Electronic Arts. El primer juego de la saga salió por primera vez en 1999 para Playstation, siendo una ampliación de disciplina deportiva en videojuego de EA Sports, siendo un simulador del deporte de boxeo muy realista, aprovechando la popularidad en ese momento de otros juegos del género como Rumble Boxing. Knockout Kings, descontinuo en 2002, con la salida del último juego Knockout Kings 2003, después le sucedió un cambio de título: Fight Night 2004, manteniendo el esquema de Knockout Kings.
En la versión de Super nintendo 64 el juego es compatible con el rumble pack, sin embargo para poder guardar el contenido es necesario el controller pack.

## Juegos de la saga
Título del juego / plataformas / año de lanzamiento
- Knockout Kings - PlayStation (1998)
- Knockout Kings 2000 - Game Boy Color, Nintendo 64, PlayStation (1999)
- Knockout Kings 2001 - PlayStation, PlayStation 2 (2000)
- Knockout Kings 2002 - PlayStation 2, Xbox (2002)
- Knockout Kings 2003 - GameCube (2002)

- Datos: Q55135017